# Kropfbach (Mangfall)
Der Kropfbach ist ein etwa fünf Kilometer langer Bachlauf in Oberbayern und ein rechter Zufluss der unteren Mangfall.

## Verlauf
Der Kropfbach entspringt auf etwa 692 m ü. NHN in einem beginnenden bewaldeten Geländegraben an der Nordflanke des Irschenberges zwischen dem Weiler Rieding im Westen und im Osten der Waldsiedlung der Gemeinde Irschenberg. Nach einem Kilometer Weges ungefähr nach Osten mit immer stärkerer Eintiefung knickt der Bachlauf nach Norden ab. Zwischen der Höheneinöde Oberleiten und dem Weiler Unterleiten am Hangfuß des Irschenbergs, die beide inzwischen zur Marktgemeinde Bruckmühl gehören, fließt auf etwa 527 m ü. NHN von rechts der Aufhamer Bach von rechts zu. Wenig danach mündet in einem Teich am Rand der weiten Talebene der Mangfall von links und auf etwa 513 m ü. NHN der Schwamhamer Graben zu.
In von nun an schnurgeradem Grabenlauf durch offenes Gelände nach Nordnordosten fließt der Bach zwischen dem Dorf Linden und dem Weiler Ried von Bruckmühl hindurch, dort überquert er auch den Lauf des etwa flussparallelen Goldbachs. Schließlich wird er durch den Hochwasserdamm rechts des Flusses hindurchgeführt und mündet dann auf etwa 500 m ü. NHN in die untere Mangfall.